# الفصول والغايات
كتاب الفصول والغايات ويعرف أيضا بالفقرات والفترات، من مؤلفات أبي العلاء المعري(المتوفى سنة 449هـ/ 1058م) صاحب رسالة الصاهل والشاحج ورسالة الغفران وقد ألفه كما يقول ابن العديم بعد عودته من بغداد:«((فأوّل ما ألّفَ بَعْدَ انقطاعه في مَنزله، بعد رجوعه من بغداد، الكتابَ المعروف بـ» الفصول والغايات«في تمجيد الله تعالى والعظات... وهو الكتاب الذي افتُرِي عليه بسببه، وقيل إنّه عارضَ به السّور والآيات، تعدّيًا عليه وظُلمًا، وإفْكًا به أقدَموا عليه وإثْمًا؛ فإنّ الكتاب ليس من باب المعارضة في شيء. ومقداره مائة كراسة»
وقد حوى كتاب الفصول والغايات محاسن من الأدب واللغة والنحو والفلسفة والفقه والتاريخ، وفيه مواعظ وأذكار وآيات وأخبار، وقد انتهج فيه نهجا غريبًا مبتكرا لا يُعهد له نظير، ذلك أنه كان يُمْلي الفقرة منه على طلابه ثم يختم ما أملاه بلفظة «غاية»، وهي عنده بمنزلة القافية من الشعر، ثم يملي بعدها تفسيرًا لِما يظنّه قد خَفِيَ معناه عليهم مما أملاه في الغاية، ويبدأ تفسيره لها بكلمة «تفسير»، فإذا أراد العودة إلى ما كان فيه من غايةٍ قال: «رَجْعٌ» تنبيهًا إلى أنه انتهى من التفسير وشرَعَ في الغاية التالية.
نهض محمود حسن زَنَاتي (ت 1368هـ/ 1949م) بتحقيق قسم من كتاب «الفصول والغايات» لأبي العلاء المعري، وطُبع بمصر في دار الآفاق، سنة 1356هـ/ 1938م. ويقع الكتاب في نحو 480 صفحة.أما مطلع كتاب «الفصول والغايات» فهو قولُ أبي العلاء المعري: ((أنشأتُ كتابي المعروف بكتاب الفصول والغايات، ونظَمْته على حروف المعجم، سوى حرف الألف لأني بَنيته على الرِّدْف)).هذا ما نقله يوسف البديعي (ت 1073هـ/ 1663م، والبديعي هو آخر القدماء الذين أفردوا أبا العلاء المعري بالتصنيف.
وقد ذَكرَ البديعي هذا المطلَع في كتابه بالإضافة إلى سبع غاياتٍ مِن أوَّله، وكل ذلك غير موجود في الطبعة التي قام عليها محمّد حسَن زَنَاتي؛ فإن طبعته -كما قرّر هو- تعتمد على مخطوطة ناقصة، ليس فيها إلا بعض «الفصول والغايات» وهي من أثناء فصلٍ غاياتُه حرفُ الهمزة، حتى منتهى فصلٍ غاياتُه حرفُ الخاء، ويوجَد في فصلِ التاء نَقْصٌ أيضًا.
وللمعري كلامٌ عن كتابه هذا فيما أملاه في ذِكْرِ تصانِيفِه، [تحقيق محمد أبو الفضل إبراهيم، القاهرة، دار الفكر العربي، ط1، 1402هـ/ 1982، ج1، ص91، وقد صرح فيه المعري بالمواضيع التي اشتمل عليها الكتاب، وبطريقته في ترتيبه وتبويبه، فمن ذلك قوله: «لزمتُ مسكني منذ سنة أربعمئة، واجتهدتُ أن أتوفّر على تسبيح الله وتحميده، إلا أنْ أضطرّ إلى غير ذلك، فأمليتُ أشياءَ... وهي على ضُروبٍ مختلِفة، فمنها ما هو في الزهد والعظات، وتمجيد الله سبحانه، من المنظوم والمنثور؛ فمن ذلك الكتاب المعروف بـ«الفصول والغايات». وهو كتاب موضوع على حروف المعجم، ما خلا الألف، لأن فواصلَه مبنية على أن يكون ما قبل الحرف المعتمَد فيها ألفًا، ومِن المُحال أن يُجمَع بين ألفين، ولكن تجيء الهمزة وقبلها ألف، مثل: الغطاء وكساء؛ وكذلك السراب والشباب، في الباء، ثم على هذا الترتيب».وقد نقل هذا عنه غير واحدٍ منهم القفطي (ت 646هـ/ 1249م) في كتابه «إنباه الرواة على أنباه النحاة»
أما بخصوص عنوانه، فإنه أراد بالفصولِ الحروفَ التي نظَمَ عليها آخِرَ كُلِّ غايَة، وأمّا الغاياتُ فهي الفقرات النثرية الفنّية؛ مثالُها ص102:
"رَجْعٌ |ما فعَلَ كعْبٌ أبو مُرَّة، وضَمْرةُ بنُ ضَمْرة، وصُرَدُ فَتَى جَمْرَة، وعُتَيبَةُ والِدُ حَزْرَة؟ لا وَبَرَةَ يَرى ولا وَبْرَة، مَن بَقِيَ عَلَتْهُ الكَبْرَة، بَكَى عَمْرٌو عَمْرَة، وكَمْ فِي الأَرْضِ مِنْ عُمُورٍ وعَمْرات| غاية.
تفسيرٌ| ضمرة بن ضمرة: النهشلي، وقيل إنه الذي قال له النعمان بن المنذر: تسمع بالمعيدي لا أن تراه؛ فذهبت مثلًا. فقال له ضمرة: أبيت اللعن إنما المرء بأصغريه: قلبه ولسانه، إن تكلم تكلم بلسانٍ، وإن قاتل قاتل بجَنان. والمعيديّ: تصغير مَعْدِيّ. وصُرَد بن جَمْرة: من بني يربوعَ بنِ حنظلةَ بنِ مالكٍ بنِ زيدِ مناةٍ بنِ تميم. وعُتيبة: ابن الحارث بن شهاب، وولده حزرة. ووَبَرَة: معروفٌ. ووَبْرَة: امرأةٌ ولِدَت في بَني عبْس. وبكى عمرو عمرة: مثَلٌ، أي بكى الرجلُ المرأة".